# Foolad Khouzestan Stadium
Foolad Khouzestan Stadium – stadion piłkarski w Ahwazie, w Iranie. Został otwarty 22 listopada 2018 roku. Może pomieścić 27 501 widzów. Swoje spotkania rozgrywają na nim piłkarze klubu Fulad Ahwaz, którzy swój pierwszy mecz na nowym obiekcie rozegrali 15 marca 2019 roku (wcześniej zespół ten występował na stadionie Ghadir).
2 czerwca 2019 roku na obiekcie rozegrano mecz finałowy Hazfi Cup (Damash Gilan – Persepolis FC 0:1).